# Море на спокойствието
Морето на спокойствието (на латински: Mare Tranquillitatis) е лунно море на близката страна на Луната.
На 20 юли 1969 Аполо 11 извършва първото кацане на Луната в югозападната част на морето (0.8 °C, 23.5° И). Тук Нийл Армстронг и Бъз Олдрин остават първите човешки стъпки на Луната.